# Le Baiser de Judas (film, 1954)
Pour les articles homonymes, voir Le Baiser de Judas et Judas Kiss.
Pour plus de détails, voir Fiche technique et Distribution.
Le Baiser de Judas (El beso de Judas) est un film dramatique, historique et religieux espagnol sorti en 1954 réalisé par Rafael Gil.

## Synopsis
Judas Iscariote trahit Jésus de Nazareth par un baiser, avec pour récompense quelques pièces de monnaie. Le tout est raconté du point de vue de Judas.

## Fiche technique
- Titre français : Le Baiser de Judas[2]
- Titre original espagnol : El beso de Judas
- Genres : film dramatique, film historique
- Réalisateur : Rafael Gil
- Scénario : Rafael Gil, Vicente Escrivá, Ramón D. Faraldo
- Musique : Cristóbal Halffter
- Photographie : Alfredo Fraile
- Montage : José Antonio Rojo
- Production : Aspa Producciones Cinematográficas
- Distribution : CIFESA
- Durée : 90 minutes
- Pays de production :  Espagne
- Date de sortie : 28 février 1954
- Date de sortie en salle en France : 3 mars 1957[2]

## Distribution
- Rafael Rivelles : Judas Iscariote
- Francisco Rabal : Quintus Licinius
- Gérard Tichy : Ponce Pilate
- Fernando Sancho : père du condamné
- José Nieto : Jésus
- Manuel Monroy : Pierre
- Félix Dafauce : Misael
- Francisco Arenzana : Dimas
- Gabriel Alcover
- Pedro Anzola
- Luis Hurtado : Caïphe
- Mercedes Albert
- Jacinto San Emeterio : homme face à la croix
- Santiago Rivero : homme face à la croix
- Tony Hernández
- Ricardo Turia
- Manuel Kayser : meneur de la foule
- José Villasante : Gestas
- Rafael Bardem : homme qui prépare le repas
- Esther Rambal
- Ruth Moly
- Mercedes Serrano
- José Manuel Martín
- Eugenio Domingo : fils d'Acad le lépreux
- Germán Cobos
- Arturo Fernández : Jacques
- Milagros Leal : femme qui informe Judas